# Kubi Kangri
Der Kubi Kangri ist ein 6721 m hoher Berg im Himalaya im Westen von Nepal an der Grenze zum autonomen Gebiet Tibet.
Der Kubi Kangri bildet die höchste Erhebung im Gebirgsmassiv Changla Himal. Er befindet sich im vergletscherten Quellgebiet des Kubi Tsangpo, einem rechten Nebenfluss des Yarlung Tsangpo. Der 6859 m hohe Kaqur Kangri befindet sich 67 km südöstlich.
Die Erstbesteigung des Kubi Kangri gelang der Kubi Tsangpo Headwaters Expedition 2007 unter der Führung von Toyoji Wada am 14. September 2007 vom Kubigletscher aus über den Ostgrat.